# Васильев, Иван Васильевич (футболист)
Иван Васильевич Васильев (20 января 1979, Псков) — российский футболист, полузащитник и защитник.

## Биография
Воспитанник псковских футбольных секций «Стрела» и «Электрон». На профессиональном уровне начал выступать в 1996 году в составе клуба «Машиностроитель» (позднее — ФК «Псков») и играл за него следующие четыре года. В 1999 году стал победителем первенства России среди любителей, а также победителем зонального турнира и Кубка МРО «Северо-Запад».
В первой половине 2000 года играл в чемпионате Литвы за «Атлантас», по итогам сезона клуб стал бронзовым призёром чемпионата.
С середины 2000 года в течение трёх с половиной лет играл в первом дивизионе России за пермский «Амкар». В 2003 году стал победителем первого дивизиона, команда заслужила право на выход в премьер-лигу, однако Васильев не остался в клубе. В 2004 году выступал за «Урал» и стал победителем зонального турнира второго дивизиона. В 2005 году снова играл за литовский «Атлантас», в 2006 году — в первом российском дивизионе за «Орёл», а затем до конца профессиональной карьеры — за российские клубы второго дивизиона.
В конце карьеры несколько лет выступал на любительском уровне за «Купол-ВДВ» (Псков).

## Достижения
- Бронзовый призёр чемпионата Литвы: 2000
- Победитель первого дивизиона России: 2003
- Победитель второго дивизиона России: 2004 (зона «Урал-Поволжье»)
- Чемпион России среди любителей: 1999